# جغرافيا السلام
جغرافيا السلام، هو فرع في الجغرافيا السياسية، يهتم في الأساس بالدور الحيوي الذي تلعبه الجغرافيا في غياب النزاعات المسلحة.